# Palazzo della Banca d'Italia (Reggio Calabria)
Palazzo della Banca d'Italia è un importante edificio in stile neoclassico del centro storico della città di Reggio Calabria. L'edificio occupa l'intero isolato delimitato dal corso Garibaldi e le vie Biagio Camagna, Palamolla e Zaleuco. Nel palazzo storico ha sede la filiale della Banca d'Italia della città.

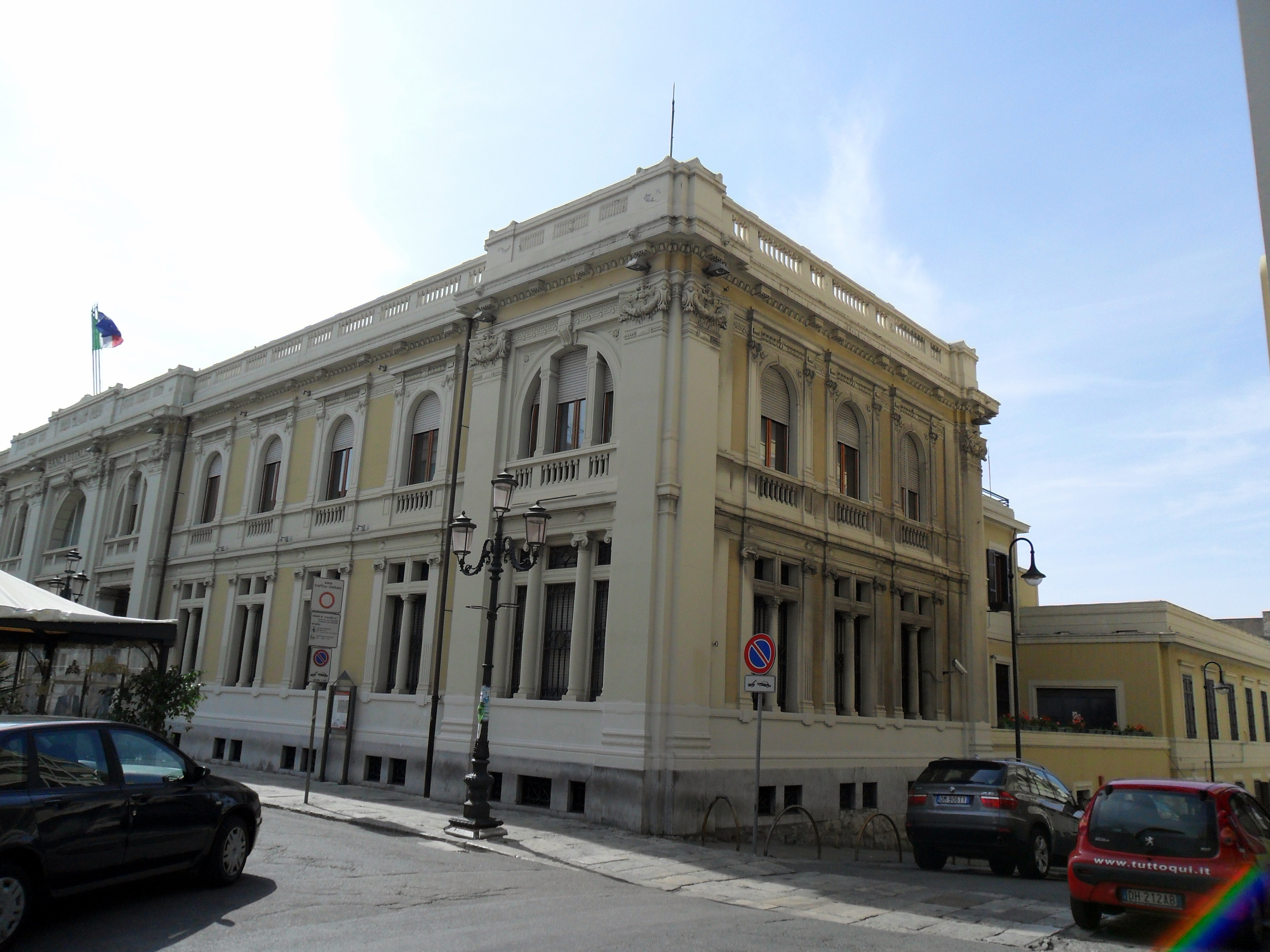
Prospettiva sull'angolo tra il corso e la via Palamolla

## Storia
La Banca d'Italia, dopo il terremoto del 28 dicembre 1908, è stata trasferita in un padiglione, a due elevazioni, nell'area destinata ad accogliere altri baraccamenti tra i quali il Brefotrofio e i padiglioni del Ginnasio Tommaso Campanella. L'area interessata era quella compresa tra la Via Possidonea e la Via Torrione nelle adiacenze dell'Ospedale Civico in seguito demolito per fare posto al Liceo Scientifico "Leonardo Da Vinci". L'edificio bancario è stato trasferito nel nuovo, attuale edificio - progettato dall'Ing. B. Accolti Gil - posto in fregio al Corso Garibaldi dopo che un incendio il 31 agosto 1925, distrusse il padiglione in baracca.

## Descrizione architettonica
Il Palazzo della Banca d'Italia adotta un linguaggio architettonico rigidamente neoclassicista dispiegato su una volumetria rigorosa e compatta. Di impianto rettangolare con cortile interno, prospetta sul corso Garibaldi della città con un ampio fronte formato da rientranze e sporgenze del corpo di fabbrica sul cui paramento ad intonaco si coagula, al centro, l'episodio formale ed il nodo plastico qualificante: leggermente avanzato rispetto al filo della muratura, il settore centrale presenta infatti sopra lo zoccolo un totale rivestimento a intonaco liscio a pian terreno, aperto dalla successione di tre portali architravati di ingresso al pronao al di sopra dei quali in asse, oltre la spessa cornice marcapiano, si impostano tre grandi finestre ad arco a tutto sesto, inquadrate da lesene di ordine ionico, e dotate di balconcino in linea con la facciata e balaustra chiusa da colonnine. Ribadendo e rafforzando la derivazione classica ed il carattere "solenne" della morfologia adottata, la loggia presenta, nello spazio al di sopra delle finestre, inserti decorativi di cornici, medaglioni e fregi in rilievo ed è conclusa da un architrave con iscrizione superiore. Oltre l'aggetto del cornicione di coronamento sottolineato da grossi dentelli, procede il parapetto in muratura della terrazza superiore che in corrispondenza del settore centrale è arricchito da alcune decorazioni a motivo floreale. Ai lati della loggia il fronte è scandito sui due piani da due assi di finestre, rettangolari trifore e bifore con architrave retta, colonne con capitello di ordine ionico e lesene laterali a pian terreno, ad arco a tutto sesto sovrastato da cornicione in aggetto e parapetto con colonnine ai piani superiori. Il disegno delle finestre si ripete identico sui fronti iniziali di via Palamolla e di via Camagna, mentre il prospetto sulle stesse vie si sviluppa, poco oltre il settore d'angolo, su tre piani con terrazzini all'altezza del primo piano dell'ala principale ed il disegno delle aperture appare notevolmente semplificato. I tre portali a pian terreno immettono nella galleria di ingresso alla sala degli sportelli per il pubblico. Il prospetto principale è concluso dalla cornice di gronda decorata e in aggetto e coronata dalla balaustra di chiusura della terrazza superiore che si presenta in parte in muratura e in parte a colonnine.